# المكيلي
المُكيلي : بميم مضمومة وكاف مفتوحة وياء مثناة ساكنة ثم لام بعدها ياء مثناة، تصغير مكلي : يوجد موضعان بهذا الاسم الأول هضاب حمر، فيها رس
عذب، تقع شمال هضبات كبشات، جنوب قرية ضرية، تابع لإمارة القصيم ، والثاني ماء مر عد قديم، يقع غرب جنوب من صفرة ثرب وجنوب شرق قرية
ثرب على بعد ستة وعشرين كيلا منها، وعنده جبل صغير يسمى جبيل المكيلي، وهو من مياه بني عبد الله من مطير تابع لإمارة المدينة المنورة .